# 18602 Леґіллеспі
18602 Леґіллеспі (18602 Lagillespie) — астероїд головного поясу, відкритий 23 січня 1998 року.
Тіссеранів параметр щодо Юпітера — 3,497.